# Pachyrhizus
Pachyrhizus Rich. ex DC. è un genere di piante appartenenti alla famiglia  delle Fabacee (o Leguminose).

## Tassonomia
Il genere comprende le seguenti specie:
- Pachyrhizus ahipa (Wedd.) Parodi
- Pachyrhizus erosus (L.) Urb.
- Pachyrhizus ferrugineus (Piper) M.Sorensen
- Pachyrhizus panamensis R.T.Clausen
- Pachyrhizus tuberosus (Lam.) Spreng.